# Au (Münchsmünster)
Die Einöde Au  ist ein Ortsteil der Gemeinde  Münchsmünster im Landkreis Pfaffenhofen an der Ilm in Oberbayern.

## Lage
Der Ort, in dem ein Gutshof betrieben wird, liegt zwischen den Gemeinden Münchsmünster und Pförring, in den weiten Ebenen des Donautales in einer Auenlandschaft. Der Gutshof liegt unmittelbar am Fluss Ilm. Die Donau fließt in nordwestlicher Richtung in einer Entfernung von einem Kilometer am Ort vorbei. Regensburg ist in östlicher Richtung etwa 55 Kilometer und Ingolstadt in westlicher 25 Kilometer entfernt. München liegt ungefähr 90 Kilometer südlich des Ortes.

## Geschichte
Der Ort, welcher im Mittelalter ein aus bis zu fünf Gehöften bestehender Weiler war, wurde im Jahre 1284 erstmals urkundlich erwähnt, als Bischof Heinrich II von Regensburg dem Kloster Münchsmünster zwei Teile des Zehenten zu „Au“, das zur Pfarrei Pförring gehörte, übergab. Tatsächlich dürfte der Ort jedoch viele Jahrhunderte älter sein. Die mittelalterliche Bezeichnung des Weilers lautete „villa in der Aw in parochia Pferin“ (= Dorf Au in der Pfarrei Pförring). Im 18. Jahrhundert erwarb Baron Stralheim die Ländereien samt Gehöften, welche er zu einem komfortablen Landsitz umgestaltete. Der Chronist Pater Erhard, welcher das Gut Au im Jahre 1910 besuchte, bezeichnete es damals als „Edelgut“.

## Kapelle
Zur Erinnerung an die früheren Gehöfte wurde 1860 gegenüber dem Gut eine kleine Kapelle errichtet, die in die Denkmalliste eingetragen ist.

## Struktur
Auf dem Gutshof wird Landwirtschaft betrieben. 